# Piper Gilles
Piper Susanne Gilles (ur. 16 stycznia 1992 w Rockford) – amerykańska łyżwiarka figurowa reprezentująca Kanadę, startująca w parach tanecznych z Paulem Poirier. Uczestniczka igrzysk olimpijskich (2018, 2022), wicemistrzyni (2024) i dwukrotna brązowa medalistka mistrzostw świata (2021, 2023), mistrzyni (2024) i dwukrotna wicemistrzyni (2014, 2020) czterech kontynentów, zwyciężczyni zawodów z cyklu Grand Prix, trzykrotna mistrzyni (2020, 2022, 2024) oraz 5-krotna wicemistrzyni Kanady (2013, 2015, 2016, 2018, 2019).

## Życie prywatne
Gilles urodziła się w Rockford w stanie Illinois w rodzinie Bonnie (z domu Dreyer) i Jeffreya A. Gilles. Ma czworo rodzeństwa: Todda, Kemper, Shelby i siostrę bliźniaczkę Alexe. Ukończyła Cheyenne Mountain High School w Colorado Springs. Jej matka Bonnie Gilles posiadała zarówno amerykańskie jak i kanadyjskie obywatelstwo, zaś Piper została obywatelką Kanady 17 grudnia 2013 roku. Jej matka czynnie wspierała środowisko łyżwiarskie w Colorado Springs, aż do swojej śmierci 28 maja 2018 roku po walce z nowotworem. Rodzeństwo Piper również trenowało łyżwiarstwo figurowe, jej starszy brat Todd występował w parach tanecznych, a jej siostra bliźniaczka Alexe jest solistką występującą w rewiach łyżwiarskich Disneya.
3 września 2022 roku wyszła za mąż za Nathana Kelly’ego.

## Kariera

### Kariera juniorska

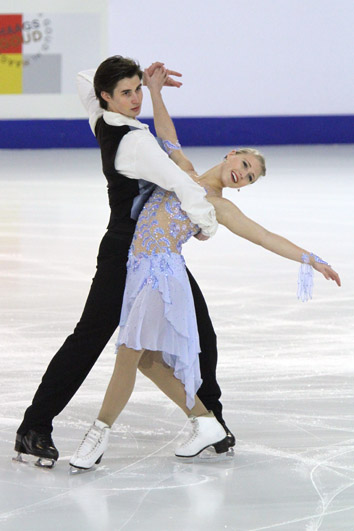
Piper Gilles i Zachary Donohue na mistrzostwach świata juniorów 2010

Piper Gilles rozpoczynała swoją karierę wspólnie z Timothy McKernanem w 2003 r. zaś para zadebiutowała w zawodach juniorów młodszych dopiero w sezonie 2005/06. W 2006 r. wygrali zawody juniorskie North American Challenge Skate w Vancouver. Po sezonie 2007/08 w którym zostali wicemistrzami Stanów Zjednoczonych juniorów zakończyli współpracę. Swoją decyzję tłumaczyli niedopasowaniem parametrów fizycznych i obydwoje deklarowali kontynuowanie kariery.
W latach 2008–2010 jej partnerem sportowym był Zachary Donohue, z którym utrzymywali się w czołówce zawodów juniorskich z cyklu Junior Grand Prix. Ich trenerką była Patty Gottwein. W sezonie 2008/09 wygrali Junior Grand Prix w Czechach i zajęli drugie miejsce w RPA. Zakwalifikowali się do finału Junior Grand Prix, ale musieli się wycofać z powodu kontuzji pachwiny Piper. Oprócz tego zostali dwukrotnymi brązowymi medalistami mistrzostw Stanów Zjednoczonych juniorów. Po zakończeniu kariery juniorskiej Gilles rozstała się z Donohue w maju 2010 r.
W czasie, gdy Gilles pozostawała bez partnera sportowego zdecydowała się na występ w teledysku zespołu Simple Plan Can't Keep My Hands Off You. Następnie Gilles otrzymała propozycję występów w rewii łyżwiarskiej Disney on Ice jako Roszpunka z filmu Zaplątani, jednak w tym samym czasie kilka par sportowych rozstało się i pojawiła się szansa na znalezienie nowego partnera dla Piper.

### Kariera seniorska
Gilles zdecydowała, że chce kontynuować starty w zawodach, więc była zdeterminowana do znalezienia partnera. Dlatego, gdy skontaktował się z nią Paul Poirier i zaczęli wspólne próby, szybko podjęli decyzję o podjęciu współpracy w lipcu 2011 r. Oznaczało to dla nich utratę szansy na starty w zawodach międzynarodowych w sezonie 2011/12, gdyż Gilles jako Amerykanka nie miała odpowiednich kwalifikacji do reprezentowania Kanady. Zadebiutowali na mistrzostwach Kanady w 2012 r. zajmując bardzo dobre trzecie miejsce za duetami Virtue/Moir oraz Weaver/Poje. Ich celem był start na Zimowych Igrzyskach Olimpijskich 2014 w Soczi, dlatego Piper Gilles rozpoczęła ubieganie się o obywatelstwo kanadyjskie, które otrzymała 17 grudnia 2013 r. Styl jazdy Gilles i Poirier był od początku bardzo oryginalny. Wybierają oni wyjątkowe melodie i często niebanalne aranżacje swoich tańców np. rezygnując z najczęściej prezentowanych stylów tańca.
W sezonie 2012/13 Gilles i Poirier zadebiutowali w zawodach Grand Prix i wygrali U.S. Classic. W sezonie 2013/14 nie udało im się zakwalifikować na Zimowe Igrzyska Olimpijskie 2014, gdyż zajęli dopiero czwarte miejsce na mistrzostwach Kanady. Zdołali za to wejść do najlepszej dziesiątki par tanecznych na mistrzostwach świata oraz zdobyli srebro na mistrzostwach czterech kontynentów. W latach 2014–2017 regularnie stawali na podium zawodów z cyklu Grand Prix oraz zajmowali lokaty w pierwszej dziesiątce najlepszych par tanecznych na mistrzostwach świata i czterech kontynentów. W 2014 r. zajęli piąte miejsce w finale Grand Prix.
W sezonie olimpijskim 2017/18 zajęli drugie miejsce na mistrzostwach Kanady i uzyskali kwalifikację na Zimowe Igrzyska Olimpijskie 2018 w Pjongczangu. Na zawodach olimpijskich zaprezentowali oryginalny taniec krótki do rytmów mambo i bossa novy oraz taniec dowolny inspirowany filmem James Bond. Ostatecznie w swoim debiucie olimpijskim zajęli ósme miejsce.

## Osiągnięcia

### Z Paulem Poirier (Kanada)
| Zawody                           | 11–12          | 12–13          | 13–14          | 14–15          | 15–16          | 16–17          | 17–18          | 18–19          | 19–20          | 20–21          | 21–22          | 22–23          | 23–24          |                |                |                |                |
| Międzynarodowe                   | Międzynarodowe | Międzynarodowe | Międzynarodowe | Międzynarodowe | Międzynarodowe | Międzynarodowe | Międzynarodowe | Międzynarodowe | Międzynarodowe | Międzynarodowe | Międzynarodowe | Międzynarodowe | Międzynarodowe | Międzynarodowe | Międzynarodowe | Międzynarodowe | Międzynarodowe |
| -------------------------------- | -------------- | -------------- | -------------- | -------------- | -------------- | -------------- | -------------- | -------------- | -------------- | -------------- | -------------- | -------------- | -------------- | -------------- | -------------- | -------------- | -------------- |
| Zimowe igrzyska olimpijskie      |                |                |                |                |                |                | 8              |                |                |                | 7              |                |                |                |                |                |                |
| Mistrzostwa świata               |                | 18             | 8              | 6              | 8              | 8              | 6              | 7              | C              | 3              | 5              | 3              | 2              |                |                |                |                |
| Mistrzostwa czterech kontynentów |                | 5              | 2              | 4              | 5              | 6              |                | 3              | 2              |                |                |                | 1              |                |                |                |                |
| GP Finał Grand Prix              |                |                |                | 5              |                |                |                |                | 5              |                |                | 1              | 3              |                |                |                |                |
| GP Cup of China                  |                |                |                |                |                |                |                |                |                |                |                |                | 1              |                |                |                |                |
| GP Grand Prix Espoo              |                |                | 5              |                |                |                |                |                |                |                |                | 1              |                |                |                |                |                |
| GP Internationaux de France      |                | 6              |                | 2              | 2              | 3              |                | 3              |                |                | 2              |                |                |                |                |                |                |
| GP NHK Trophy                    |                |                | 5              |                |                |                |                |                |                |                |                |                |                |                |                |                |                |
| GP Rostelecom Cup                |                |                | 6              |                |                |                | 4              |                | 2              |                |                |                |                |                |                |                |                |
| GP Skate America                 |                |                |                |                | 3              |                | 4              |                |                |                |                |                |                |                |                |                |                |
| GP Skate Canada International    |                | 4              |                | 2              |                | 3              |                | 3              | 1              |                | 1              | 1              | 1              |                |                |                |                |
| CS Autumn Classic International  |                |                |                | 2              |                |                | 3              |                | 1              |                |                |                |                |                |                |                |                |
| CS Golden Spin Zagrzeb           |                |                |                |                |                |                |                | 1              |                |                |                |                |                |                |                |                |                |
| CS Memoriał Ondreja Nepeli       |                |                |                |                | 1              |                |                |                |                |                |                |                |                |                |                |                |                |
| CS Nebelhorn Trophy              |                |                |                |                |                | 3              |                | 1              |                |                |                |                |                |                |                |                |                |
| U.S. International Classic       |                | 1              |                |                |                |                |                |                |                |                |                |                |                |                |                |                |                |
| Krajowe                          |                |                |                |                |                |                |                |                |                |                |                |                |                |                |                |                |                |
| Mistrzostwa Kanady               | 3              | 2              | 4              | 2              | 2              | 3              | 2              | 2              | 1              | C              | 1              | WD             | 1              |                |                |                |                |
| SC Challenge                     | 1              |                |                |                |                |                |                |                |                |                |                |                |                |                |                |                |                |

### Z Zacharym Donohue (Stany Zjednoczone)
| Zawody                                | 08–09                                 | 09–10                                 |                                       |                                       |                                       |                                       |                                       |                                       |                                       |                                       |                                       |                                       |                                       |                                       |                                       |                                       |                                       |                                       |
| Międzynarodowe: Kategorie młodzieżowe | Międzynarodowe: Kategorie młodzieżowe | Międzynarodowe: Kategorie młodzieżowe | Międzynarodowe: Kategorie młodzieżowe | Międzynarodowe: Kategorie młodzieżowe | Międzynarodowe: Kategorie młodzieżowe | Międzynarodowe: Kategorie młodzieżowe | Międzynarodowe: Kategorie młodzieżowe | Międzynarodowe: Kategorie młodzieżowe | Międzynarodowe: Kategorie młodzieżowe | Międzynarodowe: Kategorie młodzieżowe | Międzynarodowe: Kategorie młodzieżowe | Międzynarodowe: Kategorie młodzieżowe | Międzynarodowe: Kategorie młodzieżowe | Międzynarodowe: Kategorie młodzieżowe | Międzynarodowe: Kategorie młodzieżowe | Międzynarodowe: Kategorie młodzieżowe | Międzynarodowe: Kategorie młodzieżowe | Międzynarodowe: Kategorie młodzieżowe |
| ------------------------------------- | ------------------------------------- | ------------------------------------- | ------------------------------------- | ------------------------------------- | ------------------------------------- | ------------------------------------- | ------------------------------------- | ------------------------------------- | ------------------------------------- | ------------------------------------- | ------------------------------------- | ------------------------------------- | ------------------------------------- | ------------------------------------- | ------------------------------------- | ------------------------------------- | ------------------------------------- | ------------------------------------- |
| Mistrzostwa świata juniorów           |                                       | 9                                     |                                       |                                       |                                       |                                       |                                       |                                       |                                       |                                       |                                       |                                       |                                       |                                       |                                       |                                       |                                       |                                       |
| JGP Finał                             | WD                                    |                                       |                                       |                                       |                                       |                                       |                                       |                                       |                                       |                                       |                                       |                                       |                                       |                                       |                                       |                                       |                                       |                                       |
| JGP w Czechach                        | 1                                     |                                       |                                       |                                       |                                       |                                       |                                       |                                       |                                       |                                       |                                       |                                       |                                       |                                       |                                       |                                       |                                       |                                       |
| JGP w Niemczech                       |                                       | 3                                     |                                       |                                       |                                       |                                       |                                       |                                       |                                       |                                       |                                       |                                       |                                       |                                       |                                       |                                       |                                       |                                       |
| JGP na Węgrzech                       |                                       | 4                                     |                                       |                                       |                                       |                                       |                                       |                                       |                                       |                                       |                                       |                                       |                                       |                                       |                                       |                                       |                                       |                                       |
| JGP w Południowej Afryce              | 2                                     |                                       |                                       |                                       |                                       |                                       |                                       |                                       |                                       |                                       |                                       |                                       |                                       |                                       |                                       |                                       |                                       |                                       |
| Krajowe                               |                                       |                                       |                                       |                                       |                                       |                                       |                                       |                                       |                                       |                                       |                                       |                                       |                                       |                                       |                                       |                                       |                                       |                                       |
| Mistrzostwa Stanów Zjednoczonych      | 3 J                                   | 3 J                                   |                                       |                                       |                                       |                                       |                                       |                                       |                                       |                                       |                                       |                                       |                                       |                                       |                                       |                                       |                                       |                                       |
| Midwestern Sectionals                 |                                       | 2 J                                   |                                       |                                       |                                       |                                       |                                       |                                       |                                       |                                       |                                       |                                       |                                       |                                       |                                       |                                       |                                       |                                       |

### Z Timothy McKernanem (Stany Zjednoczone)
| Zawody                                | 05–06                                 | 06–07                                 | 07–08                                 |                                       |                                       |                                       |                                       |                                       |                                       |                                       |                                       |                                       |                                       |                                       |                                       |                                       |                                       |                                       |
| Międzynarodowe: Kategorie młodzieżowe | Międzynarodowe: Kategorie młodzieżowe | Międzynarodowe: Kategorie młodzieżowe | Międzynarodowe: Kategorie młodzieżowe | Międzynarodowe: Kategorie młodzieżowe | Międzynarodowe: Kategorie młodzieżowe | Międzynarodowe: Kategorie młodzieżowe | Międzynarodowe: Kategorie młodzieżowe | Międzynarodowe: Kategorie młodzieżowe | Międzynarodowe: Kategorie młodzieżowe | Międzynarodowe: Kategorie młodzieżowe | Międzynarodowe: Kategorie młodzieżowe | Międzynarodowe: Kategorie młodzieżowe | Międzynarodowe: Kategorie młodzieżowe | Międzynarodowe: Kategorie młodzieżowe | Międzynarodowe: Kategorie młodzieżowe | Międzynarodowe: Kategorie młodzieżowe | Międzynarodowe: Kategorie młodzieżowe | Międzynarodowe: Kategorie młodzieżowe |
| ------------------------------------- | ------------------------------------- | ------------------------------------- | ------------------------------------- | ------------------------------------- | ------------------------------------- | ------------------------------------- | ------------------------------------- | ------------------------------------- | ------------------------------------- | ------------------------------------- | ------------------------------------- | ------------------------------------- | ------------------------------------- | ------------------------------------- | ------------------------------------- | ------------------------------------- | ------------------------------------- | ------------------------------------- |
| JGP w Austrii                         |                                       |                                       | 5                                     |                                       |                                       |                                       |                                       |                                       |                                       |                                       |                                       |                                       |                                       |                                       |                                       |                                       |                                       |                                       |
| JGP w Chińskim Tajpej                 |                                       | 6                                     |                                       |                                       |                                       |                                       |                                       |                                       |                                       |                                       |                                       |                                       |                                       |                                       |                                       |                                       |                                       |                                       |
| JGP w Meksyku                         |                                       | 3                                     |                                       |                                       |                                       |                                       |                                       |                                       |                                       |                                       |                                       |                                       |                                       |                                       |                                       |                                       |                                       |                                       |
| JGP w Wielkiej Brytanii               |                                       |                                       | 4                                     |                                       |                                       |                                       |                                       |                                       |                                       |                                       |                                       |                                       |                                       |                                       |                                       |                                       |                                       |                                       |
| NACS Vancouver                        |                                       | 1 J                                   |                                       |                                       |                                       |                                       |                                       |                                       |                                       |                                       |                                       |                                       |                                       |                                       |                                       |                                       |                                       |                                       |
| NACS Pierrefonds                      | 4 N                                   |                                       |                                       |                                       |                                       |                                       |                                       |                                       |                                       |                                       |                                       |                                       |                                       |                                       |                                       |                                       |                                       |                                       |
| Krajowe                               |                                       |                                       |                                       |                                       |                                       |                                       |                                       |                                       |                                       |                                       |                                       |                                       |                                       |                                       |                                       |                                       |                                       |                                       |
| Mistrzostwa Stanów Zjednoczonych      | 7 N                                   | 4 J                                   | 2 J                                   |                                       |                                       |                                       |                                       |                                       |                                       |                                       |                                       |                                       |                                       |                                       |                                       |                                       |                                       |                                       |
| Midwestern Sectionals                 | 2 N                                   | 2 J                                   | 2 J                                   |                                       |                                       |                                       |                                       |                                       |                                       |                                       |                                       |                                       |                                       |                                       |                                       |                                       |                                       |                                       |
| Southwestern Regionals                | 1 N                                   |                                       |                                       |                                       |                                       |                                       |                                       |                                       |                                       |                                       |                                       |                                       |                                       |                                       |                                       |                                       |                                       |                                       |

## Programy
Piper Gilles / Paul Poirier
| Sezon   | Taniec rytmiczny (RD) | Taniec dowolny (FD) |
| ------- | --- | --- |

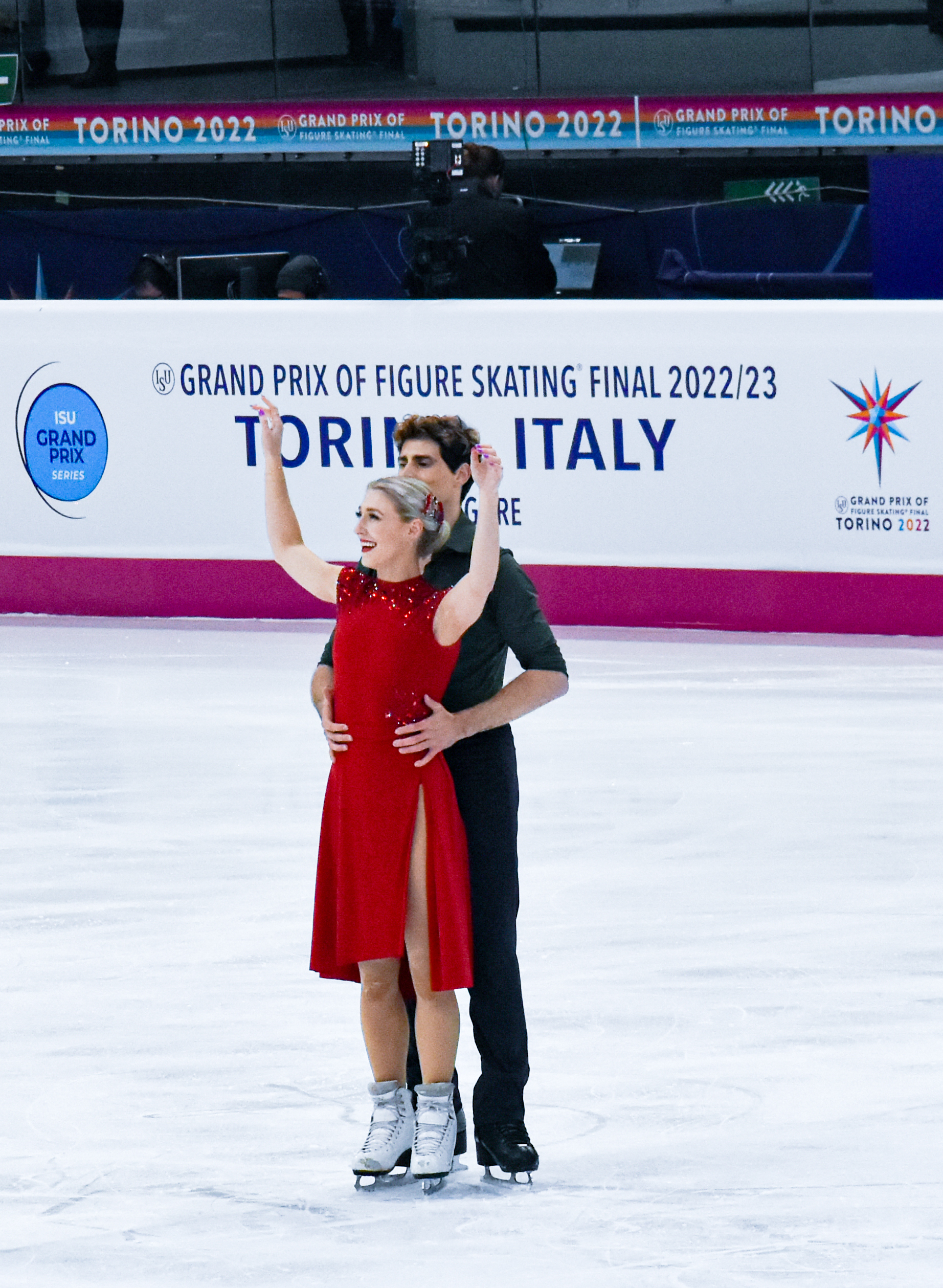
Taniec dowolny Evita w finale Grand Prix 2022

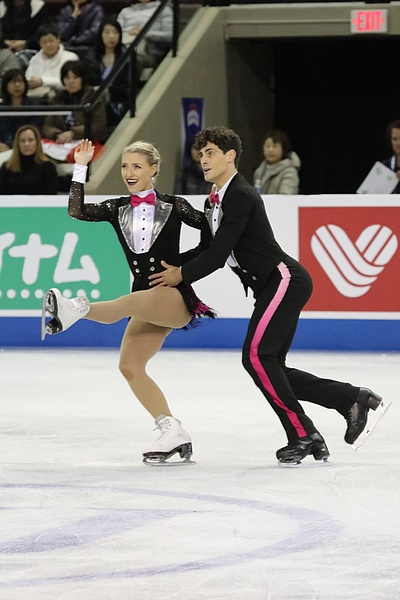
Taniec rytmiczny Mack and Mabel medley (Finnstep) na Skate Canada International 2019

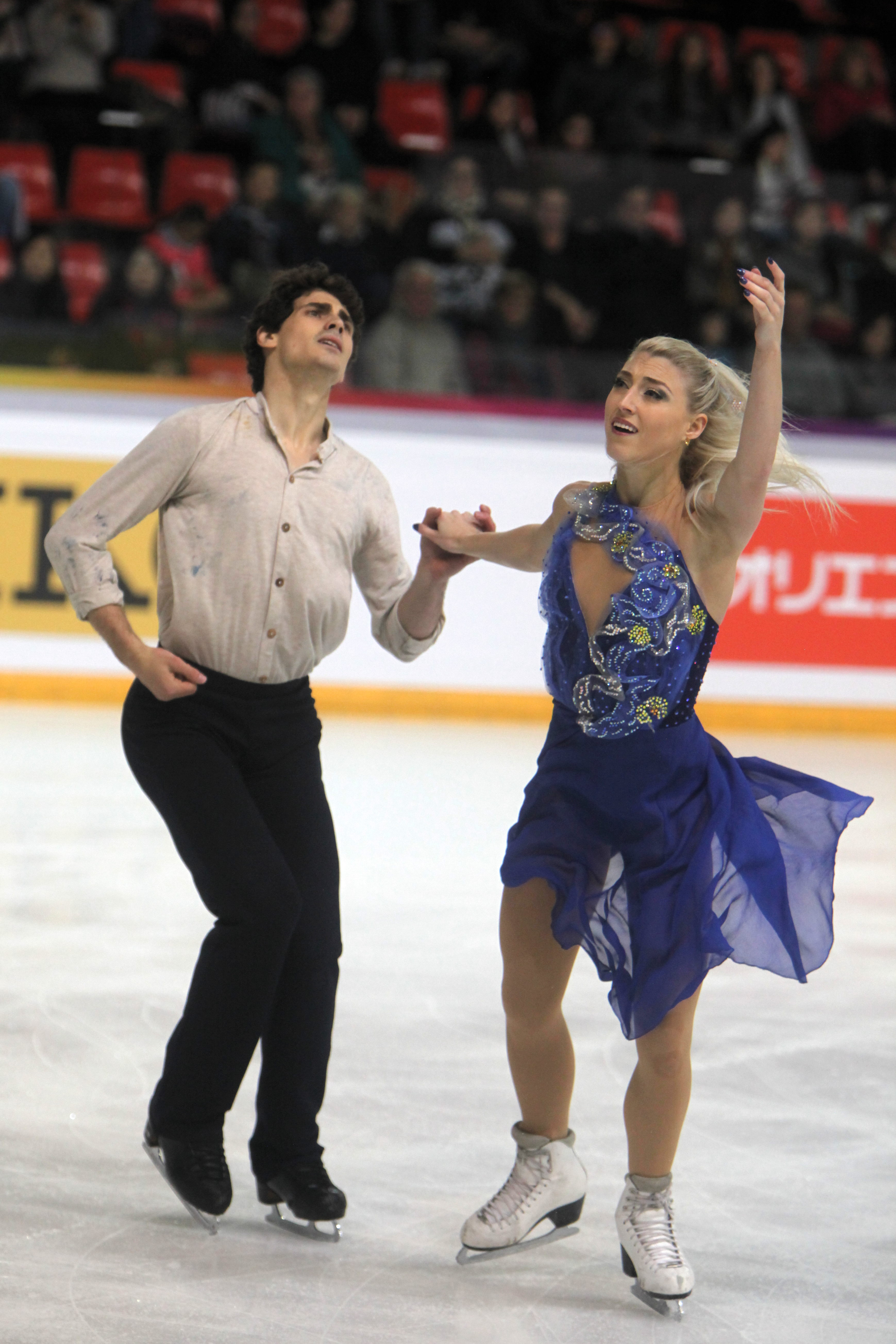
Taniec dowolny Vincent na Internationaux de France 2018

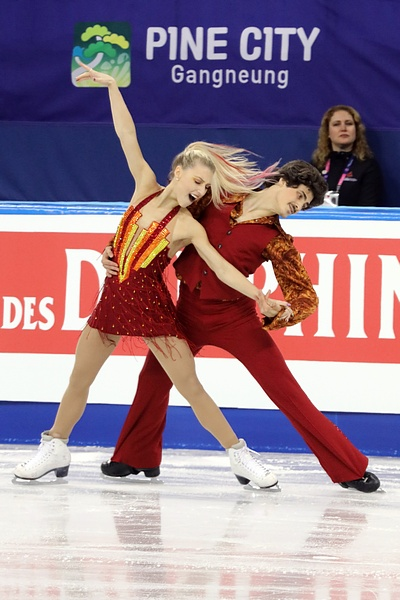
Taniec krótki Disco Inferno (Midnight Blues) na mistrzostwach czterech kontynentów 2017

| 2023–24 | - No More "I Love You's" – The Lover Speaks, David Freeman, Joseph Hughes - Addicted To Love – Robert Palmer choreografia: Alexandra Crenian | - Wichrowe Wzgórza medley – Ryūichi Sakamoto choreografia: Juris Razgulajevs, Carol Lane - Main Theme and End Titles - Switching Sides - Main Theme and End Titles                                                 |
| 2022–23 | - Cha-cha: Do What I Do – Lady Bri - Rumba: Rhythm Only (Rumba 25) – Dancelife Studio Orchestra - Cha-cha: Do What I Do – Lady Bri choreografia: Juris Razgulajevs, Carol Lane | - Evita medley – Andrew Lloyd Webber choreografia: Juris Razgulajevs, Carol Lane - You Must Love Me - A Waltz for Eva and Che - Don’t Cry for Me Argentina                                                         |
| 2021–22 | - Blues: I Guess That’s Why They Call It the Blues – Elton John - Disco: I’m Still Standing – Elton John choreografia: Juris Razgulajevs, Carol Lane | - The Long and Winding Road – Govardo, oryg. The Beatles choreografia: Juris Razgulajevs, Carol Lane |
| 2020–21 | - Mack and Mabel medley: - Marsz: Movies Were Movies – Robert Preston - Fokstrot: Look What Happened to Mabel – Bernadette Peters - Marsz: Entr'acte - Marsz: Tap Your Troubles Away – Jerry Herman choreografia: Carol Lane, Juris Razgulajevs, Jeff Dimitrou                                                     | - Both Sides Now – Joni Mitchell choreografia: Juris Razgulajevs, Carol Lane |
| 2019–20 | - Mack and Mabel medley: - Marsz: Movies Were Movies – Robert Preston - Fokstrot: Look What Happened to Mabel – Bernadette Peters - Marsz: Entr'acte - Marsz: Tap Your Troubles Away – Jerry Herman choreografia: Carol Lane, Juris Razgulajevs, Jeff Dimitrou                                                     | - Both Sides Now – Joni Mitchell choreografia: Juris Razgulajevs, Carol Lane |
| 2018–19 | - Tango Romantica: Angelica's Tango – Piernicola Di Muro choreografia: Juris Razgulajevs, Carol Lane | - Vincent – Govardo, oryg. Don McLean choreografia: Juris Razgulajevs, Carol Lane |
| Sezon   | Taniec krótki (SD) | Taniec dowolny (FD) |
| 2017–18 | - Bossa Nova: Bossa Cubana – Los Zafiros - Mambo: Gopher Mambo – Yma Sumac choreografia: Juris Razgulajevs, Carol Lane | - James Bond medley – John Barry choreografia: Juris Razgulajevs, Carol Lane - Thunderball - Octopussy - Stolen Hearts - Perry Mason Theme – Fred Steiner - Smokey Sax Perry – Hollywood Trailer Music Orchestra   |
| 2016–17 | - Blues: Oh What A Night For Dancing – Barry White, Vance Wilson - Disco: Disco Inferno – Leroy Green, Ron Kersey | - Con Buena Onda – Daniel Lomuto, Ernesto Baffa, Hector M. Acre |
| 2015–16 | - The Beatles medley: - Walc: Lucy in the Sky with Diamonds - Marsz: Norwegian Wood - Walc: Ob-La-Di, Ob-La-Da - Walc: Lucy in the Sky with Diamonds – The Beatles - Marsz: Six German Dances, K. 571, No. 6 – Wolfgang Amadeus Mozart - Walc: Air Pour Les Sauvages (z Les Indes galantes) – Jean-Philippe Rameau | - Saudade medley: choreografia: Juris Razgulajevs, Carol Lane, Piper Gilles, Paul Poirier - She Said – Jorane - Neverland – Takenobu                                                                               |
| 2014–15 | - Paso doble: El Gato Montes - Walc hiszpański: Capriccio Espagnol – Nikołaj Rimski-Korsakow | - A Streetcar Named Desire - Gentlemen Prefer Blondes: Overture - Si tu vois ma mère – Sidney Bechet - Dans les rues d’Antibes – Sidney Bechet                                                                     |
| 2013–14 | - Swing: Just One Dance – Caro Emerald - Quickstep: You Don't Leave Me – Caro Emerald | - Hitchcock medley – Danny Elfman - End Credit - Explosion - The Premiere - Psycho medley – Bernard Herrmann - The Rainstorm                                                                                       |
| 2012–13 | - Mary Poppins medley – Richard M. Sherman, Robert B. Sherman choreografia: Carol Lane, Juris Razgulajevs - Overture - Step in Time | - The Gulag Orchestra – Beirut - I Don’t Think About You Anymore But I Don’t Think About You Any less – Hungry Ghosts - Nicoleta – Fanfare Ciocărlia choreografia: Carol Lane, Juris Razgulajevs, Christopher Dean |
| 2011–12 | - Put It in a Love Song – Alicia Keys, Beyoncé - Magalenha – Sérgio Mendes choreografia: Carol Lane, Juris Razgulajevs | - Pure Imagination – Maroon 5, oryg. Gene Wilder - Sweet Dreams – Eurythmics - Pure Imagination – Glee, oryg. Gene Wilder choreografia: Christopher Dean                                                           |